# 白银蒙古族乡
白银蒙古族乡是中华人民共和国甘肃省张掖市肃南裕固族自治县下辖的一个民族乡。

## 行政区划
白银蒙古族乡下辖以下村级行政区划单位：
白银村、东牛毛村和西牛毛村。